# Mohamed Fadl
Mohamed Fadl Zahran (in arabo عمر جمال‎?; Il Cairo, 12 agosto 1980) è un ex calciatore egiziano, di ruolo attaccante.

## Carriera

### Club
Ha giocato nel campionato egiziano e kuwaitiano.

### Nazionale
Con la maglia della Nazionale egiziana ha collezionato 8 presenze e vinto la Coppa d'Africa nel 2008.

## Palmarès

### Club

#### Competizioni nazionali
- Campionato egiziano: 2

Al-Ahly: 2009-2010, 2010-2011
- Coppa d'Egitto: 1

Al-Ahly: 2002-2003
- Supercoppa d'Egitto: 1

Al-Ahly: 2010

#### Competizioni internazionali
- CAF Champions League: 1

Al-Ahly: 2001
- Supercoppa CAF: 2

Al-Ahly: 2002, 2009

### Nazionale
- Coppa d'Africa: 1

2008